# Franz Mihanović
Franz Mihanović, hrv. bh. arhitekt
Bio je prvi od poznatih arhitekata koji je došao projektirati objekte u Tuzli. Hrvatski inženjer iz Austro-Ugarske Mihanović projektirao je mnogo objekata. Ističu se Medresa, Šarenu džamiju i Gradsku česmu, sve u pseudomaurskom stilu. Prema potrebi izrađivao je projekte adaptacije. Mihanovićeva djela Šarena džamija i Portal Medrese s pripadajućem placom kao jedna cjelina Povjerenstvo za očuvanje nacionalnih spomenika BiH je veljače 2010. godine proglasilo nacionalnim spomenikom Bosne i Hercegovine.